# منتجعات تونيكا (مسيسيبي)
منتجعات تونيكا كانت تُعرف سابقًا باسم روبرسونفيل حتى عام 2005، هو مكان مخصص للتعداد السكاني في شمال مقاطعة تونيكا، ميسيسيبي، الولايات المتحدة.